# 花都华侨农场
花都华侨农场，前称花县华侨农场，是设置在中华人民共和国广东省广州市花都区的华侨农场。位于花都区的东部，距花都城区25公里。地形呈北高南低的架构，属丘陵地带。辖区面积14.5平方公里，常住人口5213人，下辖3个社区居民委员会。其中，归侨侨眷有5023人，占全场总人口的97%。

## 历史
1955年3月1日创办该场。起初驻地在竹湖，1957年迁往落柴岗。农场原称花县华侨集体农场，1959年改称花县华侨农场。建场初期，有归侨3447人。这些华侨主要来自印度尼西亚、马来西亚、越南等12个国家和地区，归侨、难侨和侨属占农场总人口的93.7%。农场先后属广东省侨务委员会、花县人民政府、佛山农垦局、广州市农场管理处管辖，由广东省侨务委员会给予财政补助。1978年起农场改归广东省华侨农场管理局管理。1993年6月，花县撤销设市，农场改称花都华侨农场。2005年，花都区行政区划调整，花侨镇（花都华侨农场）并入花东镇，保留广东省花都华侨农场的牌子。